# Крепости Усышкина

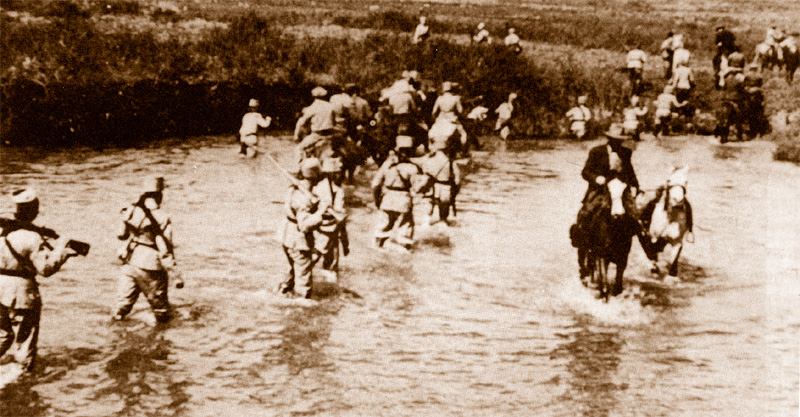
Поселенцы под усиленной охраной движутся для того, чтобы занять территорию в «крепости Усышкина», 1939 год, архив Хаганы

Крепости Усышкина ивр.  מצודות אוסישקין‎ - название группы еврейских поселений в Верхней Галилее, которые были созданы во время Арабского восстания 1936 -1939 годов. Целью их создания было укрепление еврейского присутствия в самой северной части Верхней Галилеи, в верховьях реки Иордан и в долине Хула. Всего в рамках этой программы всего было создано шесть поселений:
- Дафна, первоначально называвшаяся «крепостью Усышкина №1» (ивр. 'מצודת אוסישקין א‎), основана в 1939 году
- Дан[ивр.], первоначально называвшийся «крепостью Усышкина №2» (ивр. 'מצודת אוסישקין ב‎), основан в 1939 году
- Шаар Ешув[ивр.], первоначально называвшийся «крепостью Усышкина №3» (ивр. 'מצודת אוסישקין ג‎), основан в 1940 году
- Нахалим, первоначально называвшийся «крепостью Усышкина №4» (ивр. 'מצודת אוסישקין ד‎), основанный в 1944 году и позже перенесенный в центр страны. На его месте возник кибуц  ха-Гошрим[ивр.]
- Бейт-Гилель, первоначально называвшийся «крепостью Усышкина №5» основан в 1940 году [6]
- На месте, обозначенном, как «крепость Усышкина №6» после Шестидневной войны был организован кибуц Снир[ивр.].

## Название

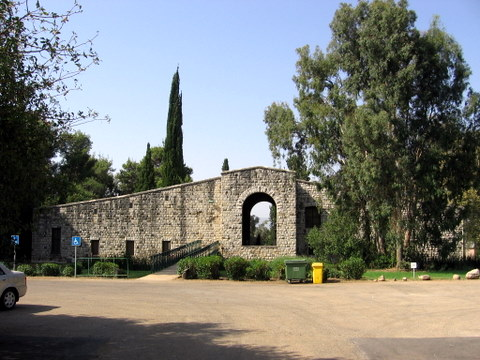
Музей Усышкина в кибуце Дан

Менахем Усышкин, председатель Еврейского национального фонда, был известен непомерным стремлением увековечить своё имя в истории страны. В соответствии с планом Усышкина, в области Верхней Галилеи рядом с северной границей следовало основать поселения, в которых жили бы представители всех фракций сионистского движения. Предполагалось построить шесть поселений для шести общин ,. Усышкин потребовал, чтобы все поселения назывались «крепостями Усышкина» и различались только номерами. Однако сами жители отказались от этого, предпочитая давать своим поселениям иные, исторические, имена, например, Дафна и Дан.
Память о первоначальном названии, которое хотели дать поселениям, сохранилось только  в названии «перекрестка крепостей» (ивр.  צומת מצודות ‎) на северо-восточной окраине города Кирьят-Шмона (пересечение шоссе № 90 и шоссе № 99).

## Основание поселений
4 мая 1939 года были созданы первые два поселения: кибуц Дафна, который принадлежал движению «ха-Кибуц ха-Меухад» («крепость Усышкина №1»), и кибуц Дан, который принадлежал движению «ха-Кибуц ха-Арци», («крепость Усышкина №2»). На день раньше поселенцы, принадлежавшие к движению мошавов, самостоятельно заняли земли, которые были обозначены, как «крепость Усышкина №5», и которые, как они опасались, могут отнять конкуренты. В течение полугода, пока конфликт разрешался, они жили с другими поселенцами, и, наконец, в январе 1940 года перебрались на «свою» территорию, где создали «совместную ферму»  и поселение. Движение мошавов придерживалось особенной  точки зрения на организацию сельскохозяйственного производства. Поэтому в «крепости Усышкина №5» был создан не кибуц, то есть коммуна, а коллективное хозяйство (условно говоря, колхоз), в котором обобщестлены были только земля и средства производства, но не домашнее хозяйство.  По этой причине, «крепость Усышкина №5», несмотря на название, не всегда таковой считалась  . В апреле 1941 года жители этого поселения переименовали его в Бейт Гилель в честь известного врача Гиллеля Яффе.
В январе-феврале 1940 года была основана  «крепость Усышкина №3». Жители этого поселения принадлежали к движению сионистской молодёжи. В настоящее время это поселение называется Шаар Ешув.
В октябре 1944 года члены иерусалимской религиозно-сионистской организации Хапоэль Ха-Мизрахи основали мошав Нахалим, который назвали «крепостью Усышкина №4». В ходе войны за Независимость мошав Нахалим был эвакуирован в центр страны. Позже на его месте возник кибуц  ха-Гошрим
После Шестидневной войны здесь же, на месте, обозначенном, как «крепость Усышкина №6» был организован кибуц Снир, который первоначально представлял собой армейский форпост бригады Нахаль .

## Разногласия
Распределение земель между поселениями вызвало несколько конфликтов. Конфликты эти были обусловлены нехваткой земли, а также идеологическими разногласиями между поселенцами, собранными на одной территории согласно плану Усышкина.
Еще до организации поселений представители движения мошавов заявили, что обещанные им земельные участки, прилегающие к границе, а также источники воды без их согласия были переданы кибуцам Дан и Дафна. Движение заявило, что тем самым его члены подвергаются дискриминации, поскольку их не считают пионерами. Накануне высадки на места организации поселений лидеры движения мошавов, и, в частности, Шмуэль Даян, силами группы «коллективное хозяйство» самостоятельно заняли место, в котором предполагалось организовать поселение. Этот «десант» они объяснили тем, что руководство попыталось скрыть от них точную дату заселения. Чтобы разрешить спор, члены группы «коллективное хозяйство» были разделены между кибуцами Дан и Дафна. Там они жили в течение полугода, пока для них не выделили отдельный участок земли .
Хотя в феврале 1942 года члены кибуца Дан потребовали создания новых поселений в районе «крепостей Усышкина», в середине 1943 года они выступили против организации здесь поселения, которое должно было бы принадлежать религиозной организации «Иргун Ерушалаим», утверждая при этом, что земли для нового поселения, являются неотъемлемой частью земель кибуца Дафна, которому даже имеющихся земель не достаточно для ведения полноценного хозяйства. По словам жителей существующих поселений, с членами иерусалимской организации было достигнуто устное соглашение о том, что те откажутся от поселения рядом с ними. Жители существующих поселений предупреждали, что при попытке проникновения на их земли, они предпримут все меры защиты и даже окажут вооруженное сопротивление. И действительно, в течение нескольких лет, вплоть до войны за независимость, они с оружием в руках охраняли свои земли от посягательства.
Поселенческая организация йеменских евреев «Тальмон» утверждала, что земли, на которые претендовала организация «Иргун Ерушалаим», была обещана «Тальмону», поскольку первоначальный замысел цитадели Усышкина состоял в том, чтобы предоставить место в ней всем еврейским общинам. Члены «Тальмона» обвиняли руководство Еврейского национального фонда в том, что они всячески задерживали организацию поселения «Тальмона», чтобы «Иргун Ерушалаим» смог занять не положенные им земли. В конце концов, поселение Тальмон было организовано на другом месте и в другое время.